# Benin City
Pour les articles homonymes, voir Bénin (homonymie), Edo et BNI.
Benin City (anciennement Edo), capitale de l'État d'Edo, au sud du Nigeria, est un port sur le Bénin et le siège de l'université de Bénin. Les principales industries sont celles du caoutchouc et de l'huile de palme. La ville est aussi célèbre pour son artisanat d'art, notamment d'objets en laiton.
Benin City possède un aéroport (code AITA : BNI).

## Histoire

### Benin City précolonial
Au milieu du XVe siècle, Benin City, alors dénommée « Edo », devient la capitale du royaume du Bénin sous l'impulsion de l'oba Ewuare.
Il s’agit de la capitale d’un des royaumes d’Afrique de l’Ouest le plus puissant de l’époque. La ville avait une situation géographique privilégiée : située à l’intérieur des terres, elle était accessible principalement par la voie fluviale. Benin City était le passage vers la capitale de l’époque, Gwato, avant le changement de pouvoir politique confirmant alors la ville comme la capitale du royaume.
Il y a près de 500 ans, les habitants de Benin City ont construit un fossé très massif autour de la ville en vue de se protéger des étrangers. Cette méthode défensive a été construite, développée et achevée sous le règne du puissant oba du Bénin, alors connu pour son leadership militaire, religieux et civil. La hauteur du mur, du fossé au sommet, avait vingt mètres de hauteur autour de la ville et une épaisseur de trois mètres. Les murs et ces structures défensives étaient surtout en place en guise de protection contre l’envahisseur, or quelques fonctions magiques ont également été décernées aux murs renforçant l’aura de protection associée à la structure. L’établissement de cette structure colossale sur le territoire a permis un façonnement morphologique des activités socio-économiques à l’intérieur et l’extérieur de ces remparts.

### Le pouvoir politique précolonial
Jusqu’à la destruction de la ville par les Britanniques en 1897, le pouvoir politique était une organisation monarchique de roi divin. Les divers rois se succédant le trône du royaume d’Edo ont permis à la ville et au royaume d’obtenir une grande visibilité à l’échelle continentale, de développer une société civile forte et une vitalité économique importante au sein de la région. Le royaume d’Edo était un territoire important lors de la traite des esclaves. Le lieu de résidence de la royauté était situé au centre de la ville de Benin City et le palais avait des proportions monumentales qui traduisait ainsi dans l’espace l’importance accordée au pouvoir politique, spirituel et traditionnel.
Le premier européen à visiter la ville fut le Portugais Rui de Sequeira en 1492. Plusieurs explorateurs hollandais et français ont ensuite visité la ville de Benin City. En 1553, les premiers colonisateurs britanniques ont exploré le territoire.
L’organisation sociale de la ville impressionnait les visiteurs ; c'était un important pôle économique dans la région. Il était possible d’y trouver de l’ivoire, du poivre et des esclaves. Les Européens ont rapidement voulu échanger de l’huile de palme (le palmier à huile poussant abondamment dans la région) contre des fusils. Il y a donc eu un changement des armes utilisées par les habitants du royaume lors du passage d’armes « traditionnelles » à celles, « technologiques », importées par les colons. Il y avait une bonne vitalité économique dans la région associée aux importations et exportations des ressources entre les puissances coloniales et le pouvoir en place. La majorité des échanges se faisait dans les marchés dans la ville de Benin City, les plus connus étaient Eki-Oba (marché Oba), Agbado, Eki-Uselu et Eki-okpagha. Le caractère pittoresque de ces commerces a transformé l’urbanisme de la ville de Benin City tout en renforçant son poids politique et économique dans la région.

À l’époque des explorations des Européens, plusieurs missionnaires ont voulu évangéliser la population de la ville, sans grand succès, celle-ci étant davantage fidèle au culte du roi.

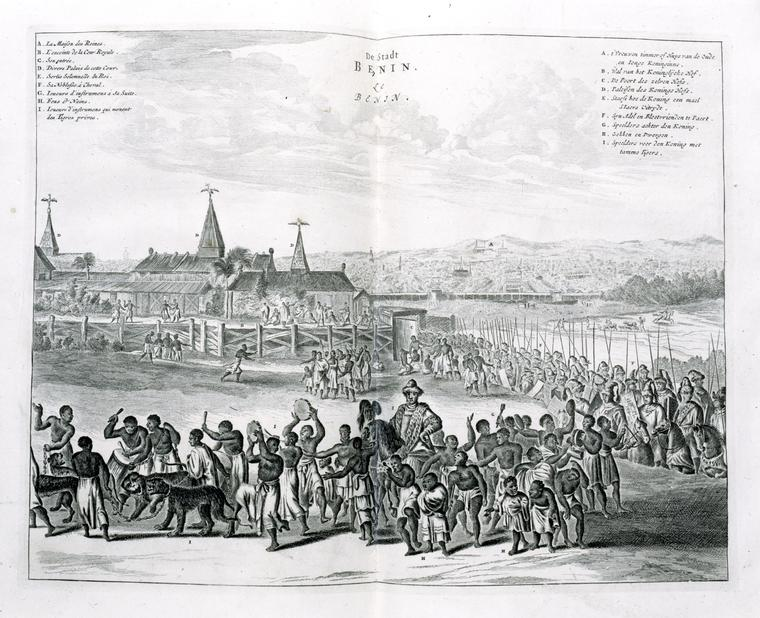
La ville de Benin (Olfert Dapper, 1686).
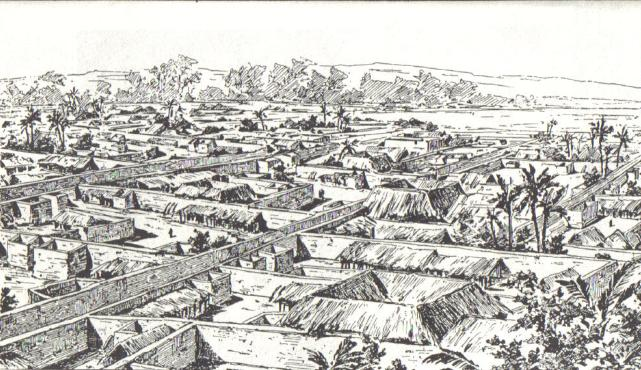
Benin City dessinée par un officier britannique (1897).
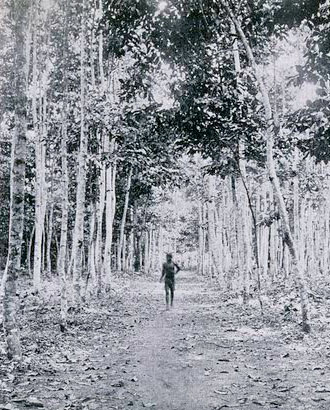
Plantation de caoutchouc (1911).

### La colonisation de la ville
Le royaume d’Edo est resté indépendant jusqu’à la signature du traité de 1892 avec les Britanniques qui établissait un partage économique entre les acteurs signataires. L’attrait du royaume pour les Britanniques était double. D’une part, les ressources naturelles abondantes sur le territoire représentaient une opportunité économique pour Londres. D'autre part, depuis la visite du consul Richard Francis Burton en 1862, et la publication de A mission to Gelele, king of Dahome (1864), l’opinion publique britannique était grandement influencée par ses écrits stipulant que Benin City était une ville où la « barbarie était gratuite et puait la mort ». Plusieurs historiens identifient les constats du consul à une période de rites, de sacrifices et de célébrations propres à la culture d'Edo. La ville de Benin City n’était donc pas barbare, mais les célébrations spirituelles et religieuses, les sacrifices mortels ont pu choquer les Britanniques. La population anglaise était favorable à une conquête du territoire.
Le royaume d’Edo conserva son indépendance jusqu’à la visite d’Henry Gallway, en 1892, pour discuter de l’établissement d’un traité économique dans la région. Plusieurs historiens relatent le fait que ce traité semblait davantage se destiner à être une annexion du territoire par les Britanniques.
En 1896, les armées du commandant Phillips ont voulu pénétrer le territoire de Benin City afin d’obtenir les dus des échanges économiques liés au traité de 1892. L'Oba Ovonrawmen, souverain de l’époque, a averti les ressortissants britanniques de ne pas pénétrer le territoire, puisqu’un rite important de fertilité était alors organisé. Les troupes du commandant Phillips n’ont pas respecté sa demande ni attendu l’autorisation du souverain. 
Par conséquent, lorsqu'ils ont pénétré le territoire, les ressortissants britanniques ont été attaqués par des guerriers du royaume. Il s'est ensuivi un massacre des ambassadeurs de l’armée britannique. À la suite de cette attaque, le roi Ovonrawmen a poursuivi les activités du royaume, ne respectant pas le traité signé.
La couronne britannique réplique en 1897 par une expédition destructive. Une mission de 1 200 soldats est organisée, et, en 17 jours, la ville du royaume de Benin City est assiégée puis prise par les armes.
L’ensemble du royaume est alors détruit par les flammes, un important brasier détruisant les murs des fortifications, le palais, les habitations et les lieux de cultes. Plusieurs impacts majeurs découlèrent de cette prise politique et territoriale. D’une part, le souverain Ovonrawmen fut contraint de s’exiler à l’extérieur du royaume. D’autre part, le départ du souverain laissa la population locale sans organisation et sans pouvoir face aux troupes britanniques. Une occupation du territoire suivit donc l’expédition punitive.
Lors de la conquête de l’armée britannique sur le territoire du Royaume du Bénin, le pillage qui suivit fut très important et massif. Les soldats, officiers et vaisseaux britanniques emportèrent de nombreux trophées de guerre, par la suite ramenés par voie maritime au Royaume-Uni. Le cargo envoyé par le commandant Bacon contenait des pièces (bronzes, plaques de bronze, sculptures, ivoires) d’une grande valeur économique et artistique. Dans la conception de l’époque et le racisme alors présent, les connaissances artistiques du butin qui provenait du royaume d’Edo semblaient être beaucoup trop raffinées pour être réellement d’origine africaine. Malgré cela, la datation scientifique des pièces a permis d’attribuer la création de ces œuvres entre le XIIIe et le XVIIIe siècle.
Le résultat de l’expédition punitive des Britanniques est que le territoire, désormais sous le contrôle de la Couronne britannique, devint alors la Colonie et protectorat du Nigeria.

### La ville de Benin City auXXesiècle
Lors de la période des décolonisations africaines, la ville de Benin City et les vestiges du royaume d’Edo ont été intégrés au nouveau pays indépendant : le Nigéria, État le plus peuplé d’Afrique, après l'obtention son indépendance de Londres. Benin City a été subdivisé en deux régions Edo et Delta. Elle demeure depuis la ville centrale et le phare économique et culturel du sud-est du Nigéria.
Par l’intégration de la ville au nouveau pays indépendant nigérian, la structure même de l’agglomération a été grandement modifiée. D’une part, l’organisation politique et la structure des provinces ont été changées lors de l’intégration de Benin City à la province d’Edo. Par ailleurs, l’intégration de la capitale du Royaume d'Edo au nouvel ensemble politique a grandement défavorisé la préservation du patrimoine unique de la ville. 
En effet, les vestiges historiques et culturels qui avaient été préservés sur le territoire à la suite de l'incendie criminel allumé par les Britanniques en 1898 n’ont pas été conservés ou ont été disséminés, lors de l’adhésion de la ville au nouvel État d'Edo. Les lieux de prières et de sacrifices ne font donc plus partie du paysage urbain de la ville depuis le milieu des années 1950. Cela pourrait en partie s’expliquer par le changement démographique de la région, connaissant à l’époque un boom démographique, une forte migration urbaine et un nombre croisant d'ethnies et de métissage dans cette nouvelle agglomération beaucoup plus diversifiée. La plupart des habitants n'ont donc ainsi plus le sentiment d’appartenance au Royaume du Bénin, ni d'attache identitaire aux vestiges présents dans Benin City. 
De plus, le manque de préservation du patrimoine est également attribuable à l’expansion urbaine très rapide de la ville, sans aucun plan ni de stratégie d’urbanisme, qui aurait pu être mis en place pour conserver les vestiges du royaume d’Edo.
Enfin, la difficulté en ce qui a trait à l’appartenance des habitants de la région aux vestiges de Benin City est également attribuable au fait que la plupart de ces derniers ont été arrachés par les troupes britanniques entre 1898 et 1945. En effet, les plus grandes trouvailles artistiques lors de la colonisation de la ville du XVIIIe siècle ont été rapportées à Londres, en grande partie mises aux enchères. Ces pièces n’ont pas été, lors de l’indépendance de l’État du joug britannique, restituées à l’État nigérien ni à la région de Benin City. Cet enjeu de restitution des biens pillés et volés lors des périodes des colonisations européennes ou arabes représente, au-delà de la reconnaissance du patrimoine, un besoin d'explication historique et culturel et une difficile reconnexion au passé de ces territoires dépouillés.

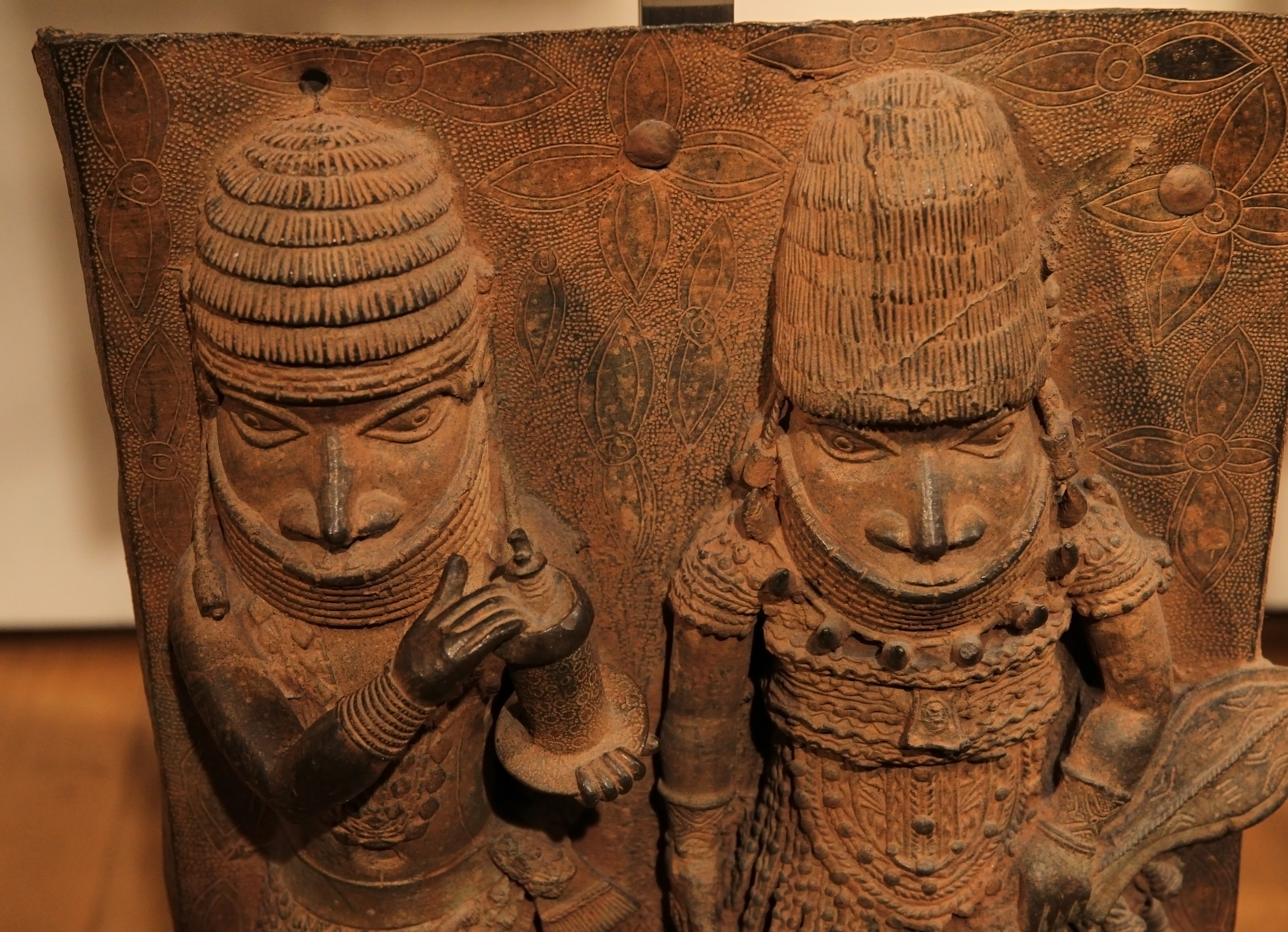
Bronzes provenant de Benin City présentés au British Museum.
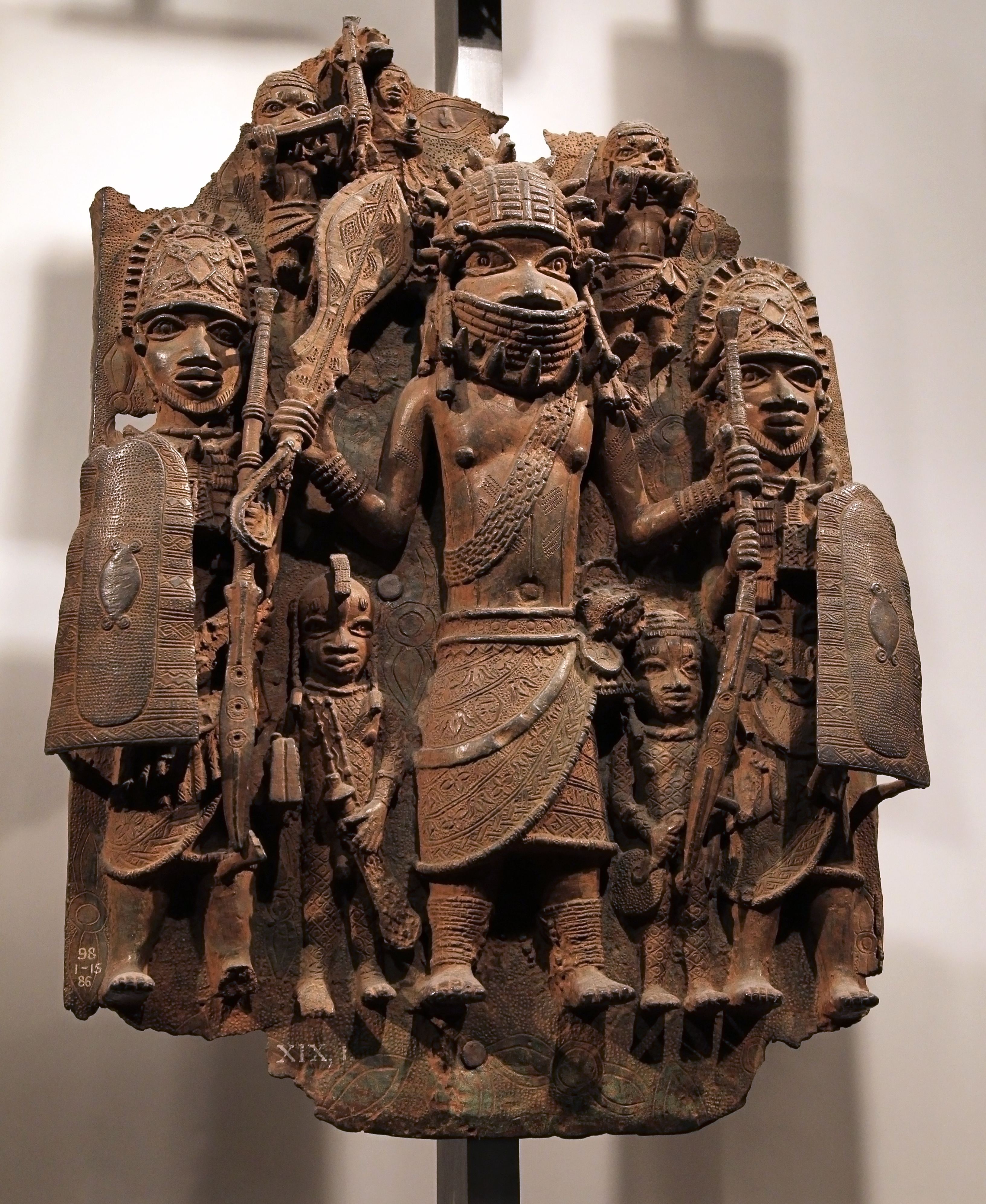
Bronzes provenant de Benin City présentés au British Museum.
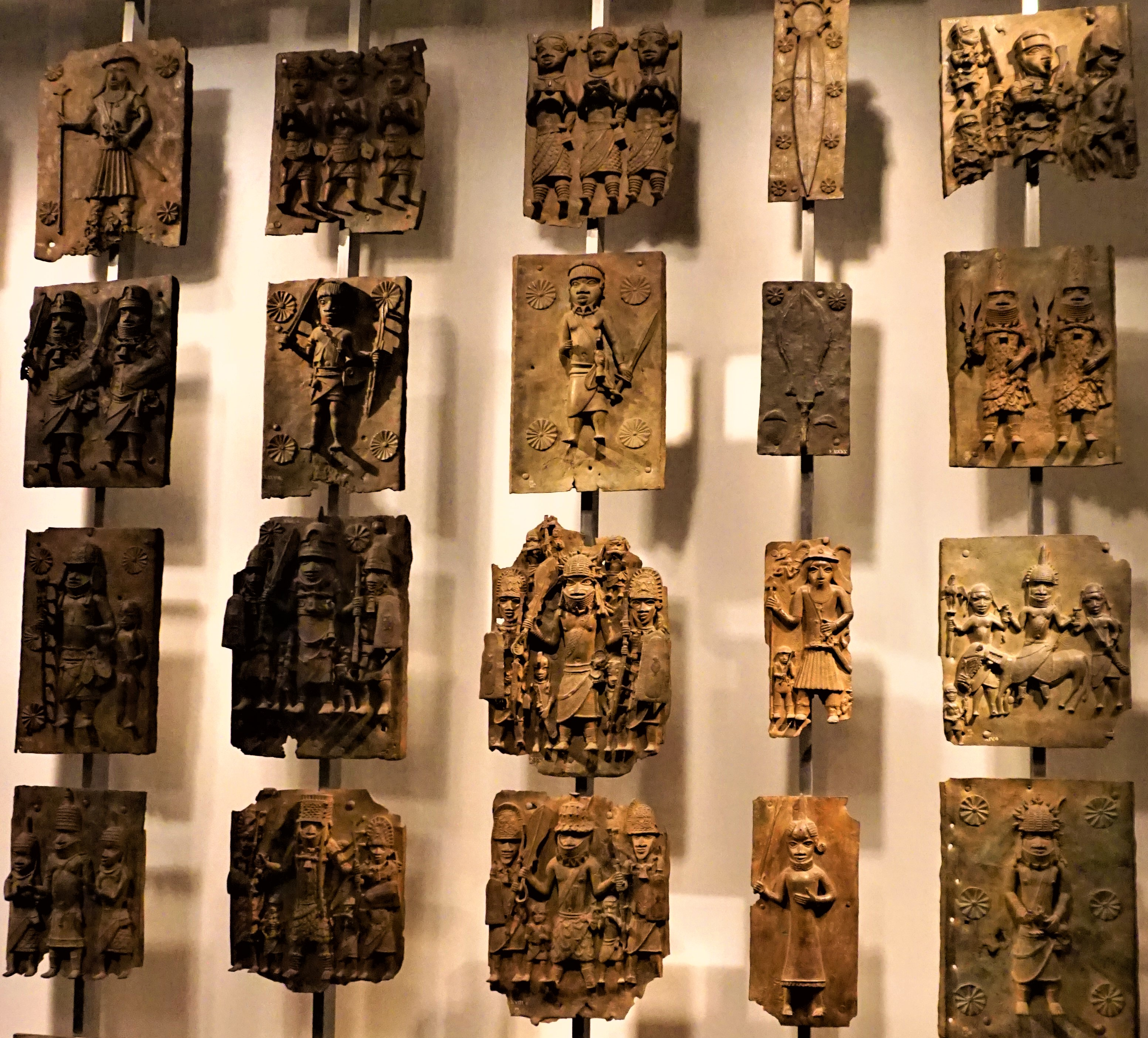
Bronzes provenant de Benin City présentés au British Museum.

Par conséquent, les vestiges et les résidents de la ville de Benin City ont connu des changements majeurs dans les aspects économiques, technologiques, physiques de la ville, démographiques et dans l’organisation politique de l'agglomération. Tous ces changements ont laissé place à d’autres structures pouvant s’illustrer, se manifester en vue de changer ou modifier l’ordre politique et social existant . Une des conséquences importantes de ces bouleversements a été la guerre du Biafra, ce conflit identitaire, ethnique, régionaliste et religieux.

### Benin City et la guerre du Biafra

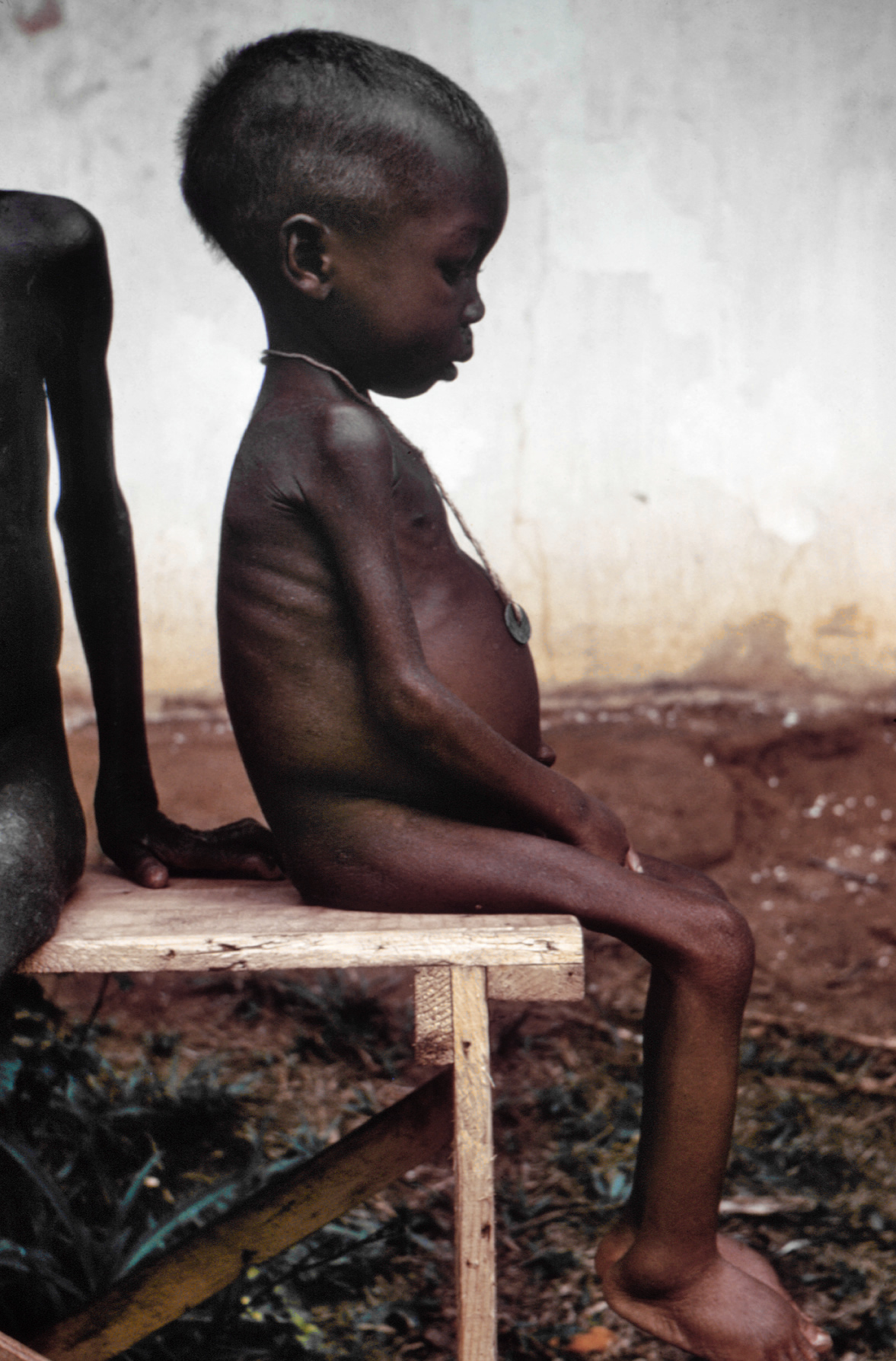
Crise humanitaire, famine et maladies au Biafra découlent de la guerre pour l'indépendance de ce territoire.

Lors de la décolonisation de la région et de la création du Nigéria comme nouveau pays indépendant, un conflit identitaire et idéologique a eu lieu entre juillet 1967 et janvier 1970, lors de la guerre du Biafra, opposant principalement les Haoussas, les Yorubas et les Igbos.
Cette longue guerre du Biafra, fortement médiatisée, a connu l'ingérence politique des anciennes puissances coloniales européennes (surtout GB) et des États-Unis, grande puissance de la Guerre froide. La répercussion internationale du conflit et le début du photojournalisme ont permis une diffusion et une internationalisation du conflit, engendrant de grandes implications chez les habitants de la région. 
En effet, cette guerre a duré environ trois ans. Elle a engendré un déplacement massif de la population et un nombre élevé de décès, notamment d'enfants, liés à une famine et à la crise humanitaire découlant du conflit.
Concrètement, pour la ville de Benin City, les représailles de cette guerre ont été nombreuses. Les déstabilisations du nouvel État central ont conduit à des revendications permettant au cours de l’été 1967 la prise et le contrôle de la région Centre-Ouest de l’État nigérian et donc de Benin City par les représentants de l’autogestion du Biafra. Il y a donc eu création de l’éphémère République du Benin. La reprise par l’armée fédérale a été très rapide, puisque, grâce à l’ingérence des puissances extérieurs, le nouvel État, non reconnu, n’a pas été en mesure de combattre les armes, les technologies et les soldats envahissant alors le territoire.
Au début de la guerre du Biafra, en 1967, Bénin City est la capitale de l'éphémère « République du Bénin », dont l'armée fédérale nigériane ne tarde pas à reprendre le contrôle (à ne pas confondre avec l'actuel Bénin, qui correspond à l'ancien Dahomey).

## Lieux et monuments

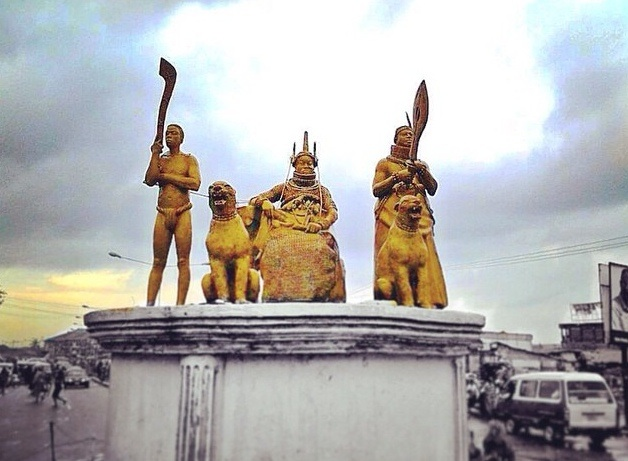
L'oba du Bénin et ses serviteurs.

Elle abrite les restes de l'ensemble architectural des murs de Benin City, un gigantesque quadrillage de terrassements, détruit par les Britanniques en 1897.

## Transport
La route Transafricaine 8 Lagos-Mombasa passe par Benin City.

## Personnalités de la ville
- Adetowun Ogunsheye (1926-), universitaire et militante féministe nigériane ;
- Daisy Ehanire Danjuma (1952-), femme politique nigériane ;
- Lawrence Anini (1960-1987), criminel célèbre, exécuté dans la ville ;
- Chris Oyakhilome (1963-), pasteur chrétien évangélique de courant néo-charismatique ;
- Amina Abubakar Bello (1973,-), Première Dame de l'État du Niger,  obstétricienne, gynécologue et militante des droits de l'homme
- Omoni Oboli (1978-), actrice et productrice de cinéma ;
- Kamaru Usman (1987), pratiquant d'arts martiaux mixtes nigérian ;
- Elderson Echiéjilé (1988-), footballeur ;
- Festus Ezeli (1989-), basketteur, membre des Warriors de Golden State ;
- Rema (2000-), auteur-compositeur-interprète